# Corniche des Cévennes

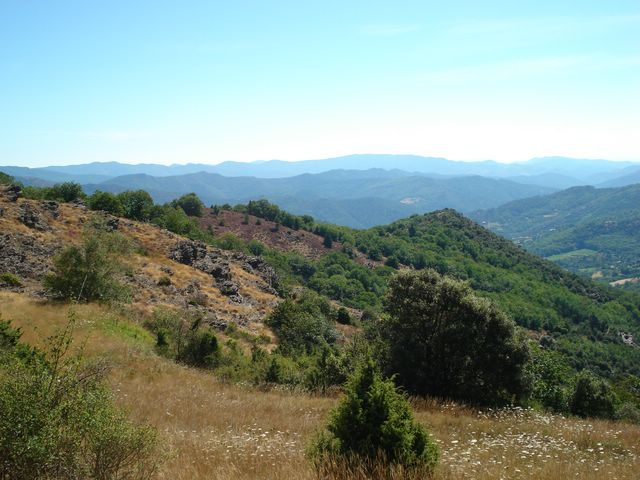
Uitzichtpunten langs de route

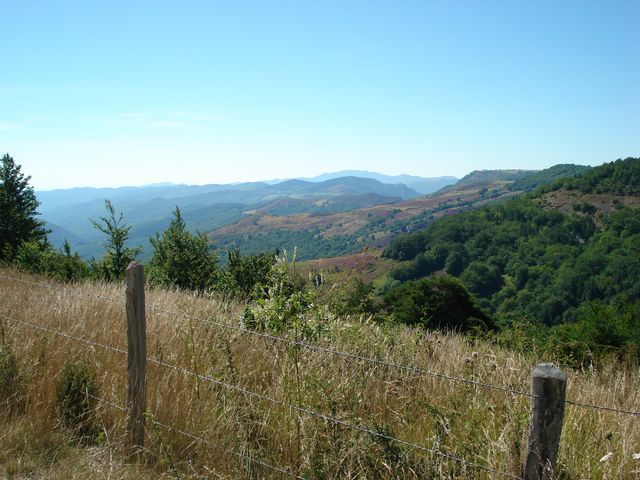

De Corniche des Cévennes is een route in Frankrijk, die wordt gevormd door de hoogste plaatsen van de Cevennen in het Nationaal Park Cevennen.

## Route
Over de corniche loopt ook een weg, die bereikbaar is vanaf Florac via de D907. De route loopt in westelijke richting vanaf Florac over de N106, de D964, de D13 via Barre-des-Cévennes en de D9 naar Saint-Jean-du-Gard.
Ook loopt de route vanaf Florac in oostelijke richting via Saint-Laurent-de-Trèves over de D983 en de D9 naar Saint-Jean-du-Gard. De route is ongeveer 58 kilometer lang.
Plaatsjes langs de route zijn:
- Saint-Laurent-de-Trèves
- Barre-des-Cévennes
- l'Hospitalet